# Анкирская митрополия
Анки́рская митропо́лия (греч. Μητρόπολις Ἀγκύρας, тур. Ankara Metropolitliği) — епархия Константинопольской православной церкви в Малой Азии. Диоцез существовал с 325 по 1922 год с центром в городе Анкара (по гречески Анкира). Митрополит носит титул митрополит Анкирский, ипертим и экзарх всей Галатии (греч. Ο Αγκύρας, υπέρτιμος και έξαρχος πάσης Γαλατίας).

## История

### Ранее христианство
Город Анкира был политическим центром римской провинции Галатия с момента её основания в 25 году до н. э. Приход христианства в Анкиру, вероятно, датируется временем апостолов в середине I века н. э., но засвидетельствован в источниках лишь значительно позже. Современные историки предполагают, что апостолы Пётр и Андрей лично проповедовали в городе и основали местную церковь вместе с Крискентом, учеником апостола Павла, жившим между 56 и 117 годами нашей эры, как первый епископ города. Существование христианской церкви в Анкире засвидетельствовано только около 180 года, и самым ранним засвидетельствованным епископом, однако, является Феодор Анкирский, который стал мучеником во время одного из антихристианских гонений III века. Другими важными раннехристианскими мучениками, способствовавших укреплению христианства в Анкире, были Платон и Климент.
Город хорошо известен в IV веке как центр христианской деятельности: епископ Марцелл из Анкиры и Василий из Анкиры активно участвовали в богословских спорах своего времени, и город был местом не менее трёх церковных синодов в 314, 358 и 375 годах, причём последние два выступали в пользу арианства. Император Юлиан (ок. 361—363) посетил город во время своего злополучного Персидского похода в 362 году и, как сообщается, приказал казнить мучеников Василия и Гемелла; третий осуждённый, Бусирис, был спасён от смерти.

### Византийский период
Когда провинция Галатия была разделена где-то в 396—399 годы, Анкира оставалась гражданской столицей Галатии Примы, а также стала её церковным центром (митрополией). Тем не менее официальная титулатура митрополитов Анкиры оставалась «ипертим и экзарх всей Галатии» на протяжении всего существования кафедры. Первоначальные Анкирскому митрополиту подчинялись кафедры в Notitiae Episcopatuum были Аспона, Юлиополь, Кинна, Лагания (Анастасиополь), Мниз и Тавиум. К ним были добавлены Веринополис в VII веке и Калимна в IX веке. Среди митрополитов, подчинённых Константинопольскому патриархату, Анкира занимала четвёртое место после Кесарии Каппадокийской, Эфеса и Ираклии во Фракии.
Некоторые сведения о церковных делах города в начале V века можно найти в трудах Палладия Галатийского и Нила Галатийского. Два женских монастыря засвидетельствованы в VI веке (один посвящён Богородице-Бее и Петринскому монастырю), а мужской монастырь под названием Атталин засвидетельствован в VII веке. Несмотря на уменьшение размеров города до небольшого укреплённого ядра после Персидского завоевания в 622 году, Анкира оставалась важным центром в последующие столетия, как столица Опсикийской темы с середины VII до конца VIII века, а затем и Букелларианской темы.
При Константине X Дуке (1059—1067) викарное епископство города Базилиона (Юлиополя или Илипополя) было возведено в сан митрополии, так как возглавлявший его иерарх стал митрополитом, но хотя это возвышение было задумано как временное, после смерти последнего его преемники продолжали претендовать на статус митрополита. Это привело к спору между императором Алексием I Комнином (ок. 1081—1118) и митрополитом Никитой Анкирским, который закончился тем, что Базилион сохранил свой новый статус. Кроме Базилиона/Юлиополя, Аспонийская и Веринопольская епископии также, по-видимому, были временно потеряны для Анкиры.

### Османский период
Город был захвачен турками-сельджуками в течение десятилетия после битвы при Манцикерте (1071) и оставался под турецким владычеством после этого, за исключением короткого периода восстановления византийского контроля после 1101 года. Турецкое завоевание означало изоляцию Анкиры, по крайней мере до Османского периода, от Константинополя и Патриархата и начало длительного периода упадка местного христианского населения. В результате часто остаётся неясным, жили ли митрополиты с XII века и далее в своём титулярном городе; до начала XVII века существует множество документально подтверждённых случаев передачи управления престолом другим митрополиям. Тем не менее, Анкирская метрополия продолжала существовать вплоть до греко-турецкого обмена населением в 1923 году.
Во второй половине XII века престол Анкиры был временно объединён с Назианзской епископией, а в 1173 году Патриарший Синод разрешил действующему митрополиту перейти на престол Кераса, который всё ещё находился в руках Византии. Христианское население города засвидетельствовано во время правления Андроника II Палеолога (ок. 1282—1328) в рассказе о неомученике Никите, который был чтецом в церкви в Анкире. Однако в то же время источники сообщают о жалобах на то, что митрополит покинул свой престол, и в 1310/1314 году территория Анциры была передана Гангрской митрополии, в то время как действующий митрополит получил в качестве компенсации престолы Филиппов и Хрисополя во Фракии. Во второй половине XIV века Notitiae 19 и 20 сообщают, что митрополия Анкиры была присуждена митрополиту Фессалоникийскому, но в 1395—1406 годах снова появился митрополит Анкирский Макарий, выдающийся богослов, сопровождавший императора Мануила II Палеолога в его путешествии в Западную Европу. После 1406 года Анкира была вновь пожалована Гангре, но в 1438 году престол удерживает митрополит Кизикский; митрополит Анкирский Константин засвидетельствован ок. 1450 года, но на соборах, проходивших в Константинополе (под османским владычеством) в 1471/1472 и 1483/1484 годы, Анкира была представлена (и, возможно, снова управлялась) Фессалоникой; однако в промежутке между ними, в 1475 года, действующий митрополит присутствовал на рукоположении патриарха Константинопольского Рафаила I. Ситуация ещё больше запутывается упоминанием об активной митрополии в патриархальных постановлениях 1483 и 1525 годов. Ситуация становится более ясной, начиная с митрополии Парфения (1602—1631), которая, по-видимому, жил на своей кафедре и занималась попытками восстановить свою паству и финансы, которые сильно пострадали в результате восстаний Джелали в предыдущие десятилетия. Преемники Парфения, скорее всего, также были жителями Анкары. Однако точная информация о жизни Анкрийских митрополитах доступна только с середины XIX века.
Местное христианское население быстро сокращалось в течение первых столетий после турецкого завоевания. В османских налоговых регистрах 1488/1489 года в целом по санджаку Анкара зарегистрировано в общей сложности 822 домашних хозяйства, подлежащих джизье (налог на душу населения для немусульман). В 1522 году число христианских семей оценивалось в 277, а соответствующее население — в 1500 человек против 15 000 мусульман и около 200 иудеев. Регистры также указывают на то, что среди местного христианского населения преобладали армянские имена, а следовательно, и последователи армянской церкви. Существование греческого православного населения наряду с армянами и евреями подтверждает немецкий путешественник Ханс Дерншвам в 1553 году. Это отражает ситуацию, которая всё ещё была очевидна в 1880-х годах, когда французский этнолог Виталий Куинет оценил христианское население Анкарского вилайета в 34 009 греко-православных, 83 063 армян армянской церкви и более мелкие армянские католические и протестантские общины. Численная слабость паствы была одной из причин частого проживания митрополитов Анкирских вне своей епархии в XV—XVI веках. Что ещё более важно, оставшееся христианское население было рассеяно и изолировано в небольших общинах с низким социальным, образовательным и финансовым положением, которые ещё больше пострадали во время восстаний Джелали. Чтобы уравновесить это, по предложению митрополита Парфения, в 1610 году ряд городов (Тильхиссар, Инеболу и Тосья) были переведены из Гангрской митрополии; однако последняя никогда не соглашалась на это и в течение нескольких последующих десятилетий добилась их возвращения.
Анкирская митрополия сохранила свой традиционный высокий ранг среди митрополий Константинопольского патриархата, по крайней мере, до 1715 года, когда она всё ещё зафиксирована на четвёртом месте в Синтагме патриарха Иерусалимского Хрисанфа. Однако в списке Патриарха Константинопольского Серафима II в 1759 году он был понижен до 31-го места; к 1855 году он опустился ещё ниже — до 32-го, но к 1901 году снова поднялся до 29-го. Тем не менее в тот же период в судьбах местного греческого населения произошёл значительный переворот. Могущественная семья Чапаноглу восстановила порядок и процветание в этом районе в XVIII веке, а подъём торговли принёс пользу местному христианскому населению, которое также было увеличено иммиграцией каппадокийских греков из района Кесарии (Кайсери) и понтийских греков, ищущих работу в шахтах Ак-Дага. Однако в результате Каппадокийской иммиграции вполне вероятно, что православные санджаки Йозгата, Чорума и Киршехира, которые вместе с санджаком Анкары составляли Анкарский Вилайет, находились под юрисдикцией Кесарийской митрополии, а не Анкирской.

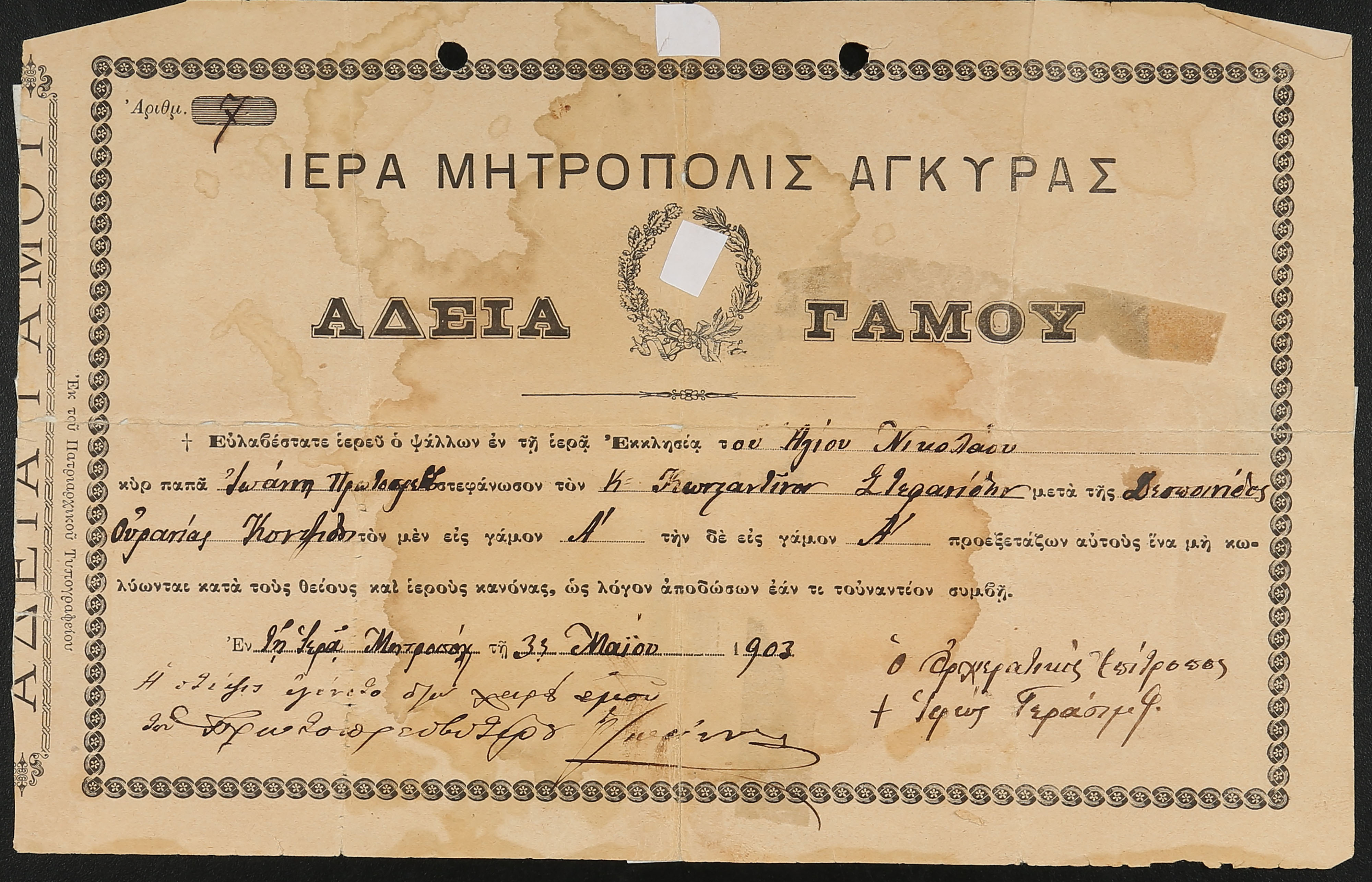
Свидетельство о заключении брака, выданное Анкирской митрополией. 1903 год

В конце XIX века Анкирская метрополия включала в себя Санджак Анкара в Анкарском вилайете и казы Кютахьи и Эскишехира в Хюдавендигарском вилайете. Однако его фактический размер был ещё меньше, поскольку православные общины проживали только в восьми населённых пунктах: Анкаре, городе Хаймана, деревнях Дикмен и Кечерен в санджаке Анкары, а также в Кютахье, Эскишехире и деревнях Испир и Кёчоглу близ последнего. В начале XX века годовой доход митрополии оценивался в 200 000 пиастров и, согласно реестрам Константинопольского Патриархата, паства Анкриской митрополии составляла в 1913/1914 году 10 598 человек, из которых 2251 жили в Анкаре (по сравнению с 1637 в 1881 году), 4398 — в Кютахье (4050 в 1880-х годах), 407 — в Хаймане (23 в 1881 году), 2952 или 1941 — в Эскишехире (1147 в 1880-х годах), а остальные — в более мелких поселениях. Это отражает важную роль, которую сыграли в численном превосходстве метрополии общины, расположенные дальше на Запад, вокруг Кютахьи и Эскишехира, которые были включены в неё в какой-то неизвестный момент. Анкирская метрополия всё ещё оставалась в числе наименьших метрополий в Малой Азии в конце Османского периода; только Филадельфийская метрополия и Кидониэйская митрополия были ещё меньше. Местные христиане были в основном тюркоговорящими (Караманлидами). Грекоязычным были только высшее духовенство, правительственные чиновники и директора школ, хотя основание греческих школ в 1870-х и 1880-х годах увеличило знание греческого языка.

### Современный период
После обмена населением и ухода всех христиан региона правящие иерархи на Анкирскую кафедру не назначались.
В 2016 года в Анкаре появилась небольшая православная община, состоящая из служащих греческого посольства и их семей, а также греков, работающих в Анкаре и её окрестностях. 10 июля 2018 года Священный Синод Константинопольского патриархата назначил первого с 1934 года митрополита на Анкирскую кафедру.

## Правящие архиереи
- Феодор (III век)
- Климент (ок. 312)
- Панкратий
- Маркелл (314—335) смещён по обвинению в ереси
- Василий (336—348)
- Маркелл (348—350, второй раз
- Василий (350—360), изгнан за его полуарианские взгляды
- Афанасий (360—373)
- Аноним (ок. 381), арианин
- Арабиан (бл. 394—400)
- Леонтий (404)
- Феодот (ок. 431), несторианин
- Евсевий (до 446 — после 451)
- Анастаний (458)
- Дорофей I (казнён 513)
- Элпидий (536)
- Домитиан (537)
- Дорофей II (550)
- Фронтий (562)
- Павел (ок. 582—595)
- Платон (680)
- Стефан I (692)
- Василий II (787)
- Феодул (869/870)
- Даниил I (879/880)
- Феофилакт (упом. 892)
- Гавриил (ок. 907—912)
- Иоанн (997)
- Михаил I (1032)
- Николай (ок. 1037)
- Михаил II (1043—1058)
- неизвестный (1067)
- Никита (1082 или 1102)
- неизвестный (ок. 1140—1151)
- Стефан II (1156)
- Христофор (1232)
- Грегорий (1260)
- Вавилий (1320)
- неизвестный (1399)
- Макарий (нач. XV века)
- Константин (ок. 1450)
- Макарий (упом. 1460)
- митрополит Севастийский как местоблюститель (1465)
- Германий
- Митрополит Коринфский как местоблюститель(до 1517)
- Герасим (1561)
- Матфей (1590)
- Савватий (1596)
- Парфений (1602—1631)
- Арсений
- Григорий (возможно)
- Лавретийй (1636—1655)
- Германий (1655—1665)
- Герасим II (1668)
- Серафим (с 1670)
- Афанасий (1679)
- Йоаким (1698)
- Макарий II (ок. 1710)
- Мелетий (ок. 1713)
- Неофит (упом. 1721)
- Климент, митрополит Ионнийський, как местолюститель (1732)
- Иоанникий (1740)
- Анфим (1765)
- Серафим Писидийский (1774 — ок. 1780)
- Матфей II (1783)
- Иоаникий II (июль 1779 — март 1811)
- Софроний II (март 1811 — 1814)
- Мефодий (июнь 1814 — 13 май 1823)
- Агафангел (май 1823 — сентября 1827)
- Феодосий II (октябрь 1827 — 1834)
- Герасим III (1834 — сентябрь 1836)
- Кирилл II (сентябрь 1836 — август 1838)
- Никифор (август 1838 — июнь 1845)
- Иерофей (июнь 1845 — декабрь 1852)
- Мелетий II (декабрь 1852 — 16 октября 1860)
- Иоанникий III Иконому (17 октябри 1860 — 25 май 1872)
- Герасим IV (октября 1860 — 25 мая 1872)
- Хрисанф Кесариец (25 мая 1872 — 26 августа 1877)
- Герасим (3 сентября 1877 — 1 февраля 1899)
- Николай (Саккопулос) (1 мая 1899 — 19 октября 1902)
- Софроний (Нистопулос) (19 октября 1902 — 27 марта 1910)
- Гервасий (Сараситис) (1 апреля 1910 — 17 ноября 1922)
- Иеремия (Каллийоргис) (10 июля 2018 — 20 июня 2025)